# L. S.

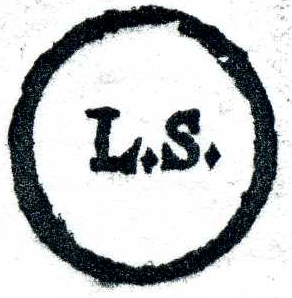
L. S. auf einem Druck von 1687
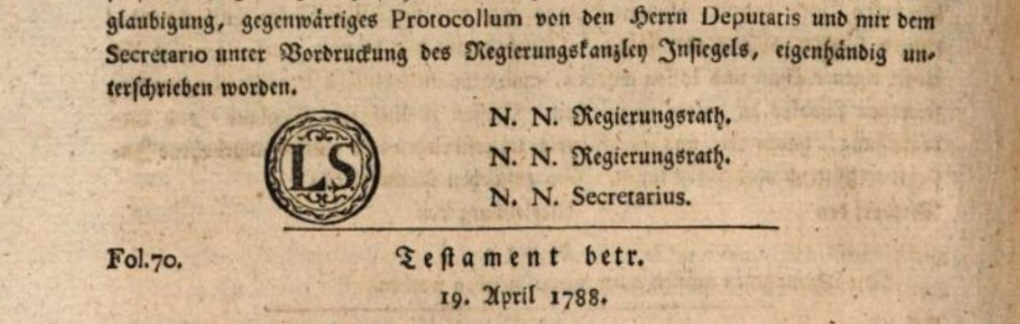
LS-Beispiel, Druck von 1793 (bzgl. Erbsache regierenden Hauses Wied, Linien Neuwied und Runkel, 1788)

loco sigilli oder auch Locus sigilli (L. S.) (lat.: Ort des Siegels) bezeichnet in Kopien, Übersetzungen oder Abdrucken öffentlicher Urkunden die Stelle auf dem Dokument, an der sich in der Originalurkunde das Siegel des Ausstellers oder der beurkundenden Person befindet, und wird in der Regel mit der Abkürzung angegeben.
Es ist also nicht die Abkürzung für Lacksiegel, was naheliegend wäre.
Soweit mit Vordrucken für Urkunden gearbeitet wird, kennzeichnet L.S. die Stelle, an der nach dem Fertigstellen der Urkunde das Siegel angebracht wird.